# سرگوی تورس
سرگوی تورس (اسپانیایی: Serguey Torres‎؛ زادهٔ ۲۰ ژانویهٔ ۱۹۸۷) قایقران کانو اهل کوبا است.
وی در مسابقات کشوری و بین‌المللی در مجموع برندهٔ ۶ مدال طلا، ۶ مدال نقره، ۴ مدال برنز شده‌است.